# Lucio Herennio Saturnino
Lucio Herennio Saturnino (en latín, Lucius Herennius Saturninus) fue un senador romano, que estuvo activo durante los reinados de Domiciano, Nerva y Trajano (c. 81–117.). 

## Carrera
El cursus honorum de Saturnino está incompleto y solo se conocen dos de las gobernaciones que ocupó. La primera provincia que gobernó, como gobernador provincial, fue Acaya en 98/99. Fue cónsul sufecto en el nundinium de mayo a junio de 100, con Tito Pomponio Mamiliano como compañero. Después, fue gobernador de Moesia Superior entre 102 a 106. Durante su gobernación estalló la segunda guerra Dacia de Trajano. No está claro cómo Saturnino estuvo involucrado en este conflicto, pero su nombre es el de uno de los tres legados mencionados en el "Pridianum de Hunt", un documento en papiro del archivo de una tropa auxiliar romana estacionada a lo largo Danubio. Esto sugiere que estuvo involucrado en cierta medida en esta guerra.